# Palos of the Dog Star Pack
Palos of the Dog Star Pack este un roman științifico-fantastic din 1918 scris de John Ulrich Giesy. Este primul din seria Jason Croft. ’’Palos of the dog star pack’’ a apărut în foileton în revista All Story Weekly începând cu 13 iulie 1918. A fost publicat de Avalon Books în 1965.

## Povestea
Eroul acestei lucrări este Jason Croft, medic, care își detașează ’’ființa astrală’’ de corp și reușește să traverseze spațiul cosmic până la planeta Palos din constelația Câinelui. Aici este invizibil și imaterial. Jason străbate această lume asemănătoare cu Terra și se îndrăgostește de Naia, o prințesă locală. În momentul când un tânăr se sinucide tot din dragoste pentru prințesă, Jason îi ia locul. El încearcă să o cucerească pe prințesă dar aceasta, din rațiuni de stat, trebuie să se căsătorească cu prințul regatului vecin. Jason declanșează războiul și grație armelor ’’inventate’’ de el câștigă războiul, drept recompensă o câștigă pe Naia. După moartea regelui, i se oferă coroana, dar el refuză și proclamă republica și pe el președintele ei.